# Susanna Nicchiarelli
Susanna Nicchiarelli (Roma, 6 de mayo de 1975) es doctora en filosofía, directora de cine, actriz y guionista italiana.

## Biografía
Nicchiarelli se licenció en Filosofía en la Universidad Sapienza de Roma y obtuvo un doctorado en Filosofía en la Escuela Normal Superior de Pisa y un título de Dirección en el Centro Experimental de Cine en 2004.
Después de haber escrito y dirigido muchos cortometrajes y documentales, su primera película Cosmonaut fue aclamada en el Festival de Cine de Venecia de 2009 y le valió una nominación como Mejor Directora Revelación para los Premios David de Donatello y los Premios Nastri d'Argento, mientras su segunda película, Discovery at Dawn, basada en el libro de Walter Veltroni, se presentó en el Festival de Cine de Roma de 2012.
Su tercera película, Nico, 1988, (2017) una película biográfica sobre la cantante alemana Nico, se presentó en el Festival de Cine de Venecia de 2017 y fue aclamada por la crítica, ganando cuatro premios David di Donatello, incluido el premio al mejor guion original.
En 2020 estrena Miss Marx una película en la que habla de la vida pública de Eleanor Marx, pero también de su vida privada. Contradicciones y desafíos de una mujer. Eleanor Marx fue una de las primeras mujeres que vinculó el socialismo y el feminismo. Comprometida con los derechos de las mujeres trabajadoras, la abolición del trabajo infantil y la abolición de la prostitución. Ella era marxista y, como todos los marxistas, creía en esas teorías. Pero no porque fuese su padre. «Ella quería luchar sus propias batallas, y su padre la limitaba en el ámbito privado. Siempre le pedía que cuidara de los hijos de sus hermanas y cosas así. Pero esta película trata de eso: de lo público y de lo privado. En público, era muy fuerte y le gustaba reafirmar sus ideas. Pero, en privado, muchas cosas la limitaban» ha señalado sobre la película.

## Filmografía

### Directora
- La madonna nel figorifero (2002) corto
- Il terzo occhio (2003) corto
- Uomini e zanzare (2004) corto
- Giovanna Z. una storia d'amore (2005) corto
- L'ultima sentinella (2008) mediometraje
- Sputnik 5 (2009) corto

- Cosmonauta (2009)
- Esca Viva (2012) corto
- La scoperta dell'alba (Descubrimiento al amanecer) (2012)
- Per tutta la vita (2014) mediometraje
- Nico, 1988 (2017)
- Señorita Marx (2020) Directora y guionista

### Actriz
- Cosmonauta (2009)
- Descubrimiento al amanecer (2012)

## Premios y reconocimientos
Selección de premios
- Por Nico, 1988 ganó el premio a la mejor película de la sección Orizzonti y cuatro premios David di Donatello.[9]
- Por Miss Marx

En el Festival de Venecia: 
- Mejor Vestuario,
- Mejor Música,
- Selección Oficial

En los premios David di Donatello
- Mejor Producción por Miss Marx
- Mejor diseño de decorados por Miss Marx
- Mejor Música por Miss Marx

Sección Oficial del Festival de San Sebastián